# Leonard Kessel
Pour les articles homonymes, voir Kessel.
Compléments
Kessel est le fondateur du collège de Cologne
Leonard Kessel, né le 5 novembre 1518 à Louvain (Belgique) et décédé le 26 octobre 1574 à Cologne (Allemagne), est un prêtre jésuite des Pays-Bas méridionaux. Fondateur du collège jésuite de Cologne il fut l'âme du développement des Jésuites en Saint-Empire. 

## Biographie
Impressionné par les sermons de Francisco de Estrada le jeune Leonard, déjà prêtre, décide d’entrer dans la Compagnie de Jésus. Il y est reçu par Pierre Favre durant le séjour de ce dernier à Louvain, en décembre 1543. 
Après un voyage inutile à Coimbra (royaume du Portugal), Kessel et quatre compagnons rejoignent Favre à Cologne, où ils s’inscrivent à l’université (printemps 1544) : ils y commencent leurs études. Lorsque Favre part pour le Portugal (juillet 1544), il nomme Kessel (bien que encore novice!) ‘supérieur’ religieux de la communauté, dont Pierre Canisius était membre. En outre, malgré son jeune âge Kessel est chargé d’obtenir l’approbation juridique de la Compagnie de Jésus (récemment approuvée par le pape) dans la ville rhénane et d’y encourager le renouvellement de la vie catholique face à l’avancée protestante.
Il obtient le grade de bachelier ès arts en 1545, et celui de maître ès arts en 1548. Entre-temps, il poursuit son ministère pastoral, avec une attention spéciale pour les étudiants. Depuis 1548, il offre l’hébergement à des jeunes, qu’il espère gagner à l'idéal de la Compagnie de Jésus par l’exemple de vie, d’exhortations et de sa direction dans les ‘Exercices Spirituels’. Son succès dans ce domaine est exceptionnel. En un an (1550-1551), il envoya vingt novices à Rome, dont François de Coster. Par les efforts de Kessel l’élément ‘germanique’ de la primitive Compagnie de Jésus augmente sensiblement.
Son plus grand talent était dans le travail pastoral. Ses conseils, donnés à des prêtres et des laïcs au confessionnal ou lors de colloques personnels, sont appréciés. Il a un don pour apporter le réconfort aux malades et mourants. Lors d’une épidémie en 1553, ses efforts inlassables en faveur des victimes lui ont valu l’admiration des citoyens et de ses confrères jésuites. Des récits circulent à propos de remèdes surprenants qu’il prodigue et augmentent sa popularité.  En janvier 1553, à Cologne, il fait sa profession religieuse définitive dans la Compagnie de Jésus.  
Après la tentative avortée d’un collège à Nimègue il lui était demandé par Pierre Favre de fonder un collège jésuite à Cologne. Cela demandait de la patience et de l’habileté et, avec le soutien de Gerhard Kalckbrenner, prieur de la Chartreuse de Cologne, et d’autres sympathisants, il arrive  à ses fins. Le collège ouvre ses portes en 1556.          
Comme la ville autorise les Jésuites à diriger le Collegium Tricoronatum, Ignace de Loyola lui envoie du personnel en renfort. Le nouveau collège, à son tour, devient une source de vocations religieuses et d’ouvriers apostoliques pour l’Allemagne. 
Kessel fut l’esprit moteur et l’âme de la mission de la Compagnie de Jésus à Cologne jusqu’à sa mort, le 26 octobre 1574, qui eut un grand retentissement dans la ville.